# Natalivka, Mejova
Natalivka (în ucraineană Наталівка) este un sat în comuna Sloveanka din raionul Mejova, regiunea Dnipropetrovsk, Ucraina.

## Demografie
Componența lingvistică a localității Natalivka
     Ucraineană (97,46%)
     Rusă (1,69%)
     Alte limbi (0,85%)
Conform recensământului din 2001, majoritatea populației localității Natalivka era vorbitoare de ucraineană (97,46%), existând în minoritate și vorbitori de rusă (1,69%).